# 용인 행복선원 묘법연화경 권1∼7
용인 행복선원 묘법연화경 권1∼7은 대한민국 경기도 용인시 기흥구 보라동, 행복선원에 있는 불경이다. 2016년 7월 22일 경기도의 문화재자료 제181호로 지정되었다.

## 개요
황해도 평산의 연봉사에서 1559년에 간행된 뒤 30년이 지난 1589년에 인출된 판본으로 간행과 인출 시기 그리고 판본의 희귀성을 볼 때 가치가 있다.

## 참고 자료
- 용인 행복선원 묘법연화경 권1∼7 - 국가유산청 국가유산포털